# 제천덕산중학교
제천덕산중학교(堤川德山中學校)는 대한민국 충청북도 제천시 덕산면 도전리에 있는 공립 중학교이다.

## 학교 연혁
- 1966년 11월 19일 : 학교법인 신덕학원 설립인가
- 1967년 2월 29일 : 신덕중학교 설립인가(3학급)
- 2001년 3월 1일 : 덕산초등.신덕중 통합(덕산초중학교)
- 2015년 3월 1일 : 충청북도 행복씨앗학교 지정
- 2022년 3월 1일 : 제12대 함종철 교장 부임
- 2023년 3월 2일 : 중등 5명 입학
- 2024년 1월 4일 : 중학교 제55회 9명 졸업(총 4,551명)

## 참고 자료
- 제천덕산중학교 - 한국교육학술정보원 학교알리미